# Carlos Moreno Romaña
Carlos Alberto Moreno Romaña (Quibdó, Chocó, Colombia, 2 de septiembre de 1991) es un futbolista colombiano. Juega de lateral derecho y actualmente es jugador del Independiente Santa Fe que milita en la Liga Betplay de Colombia.

## Trayectoria

### Club Deportivo Azogues
Carlos Alberto Moreno, se inició en las formativas del Club Deportivo Azogues, debutando el 2013 y con el que disputó 26 partidos con el Azogues en la Serie B del Ecuador, dándose a conocer como un jugador que posee gran velocidad y despliegue físico, que a su corta edad logró tomar el puesto titular como lateral derecho, con altas estadísticas de recuperación de balón y aporte ofensivo, siendo este es el único club en el que había actuado previamente.

### Club Sport Emelec
Emelec asegurando jugadores a largo plazo, anunció la compra de los derechos deportivos del lateral Carlos Alberto Moreno, procedente del Deportivo Azogues, el lateral-carrilero derecho firmó su contrato con el “Bombillo” por 4 años, siendo transferido al club 'millonario' que ahora lo tendrá por 4 años más. Moreno ingresó al cambio en el partido por Copa Libertadores del Bombillo ante The Strongest en el minuto ´83.
El exjugador de la Serie B, llegó al “Bombillo” en octubre del 2014 y ha gozado de la confianza del profesor Gustavo Quintero y posteriormente Omar De Felippe y hasta la fecha ha jugado ocho partidos con el equipo de Reserva y diez con el equipo de Primera; en su última actuación debutó en Copa Libertadores, en el encuentro disputado en el Estadio Jocay de Manta ante The Strongest de Bolivia.

### Independiente Santa Fe
El 25 de julio de 2022 se oficializó su fichaje al conjunto cardenal después de que el jugador Carlos Alberto Moreno no renovaría con el Atlético Huila para así llegar agente libre.

## Clubes
| Club                   | País     | Año             |
| ---------------------- | -------- | --------------- |
| Club Deportivo Azogues | Ecuador  | 2010 - 2013     |
| Emelec                 | Ecuador  | 2014 - 2017     |
| Real Cartagena         | Colombia | 2019            |
| Atlético Huila         | Colombia | 2020 - 2022     |
| Santa Fe               | Colombia | 2022 - Presente |

## Palmarés
| Título    | Club           | País     | Año  |
| --------- | -------------- | -------- | ---- |
| Serie A   | Emelec         | Ecuador  | 2014 |
| Serie A   | Emelec         | Ecuador  | 2015 |
| Serie A   | Emelec         | Ecuador  | 2017 |
| Primera B | Atlético Huila | Colombia | 2020 |

### Distinciones individuales
| Distinción                                       | Club                   | País    | Año  |
| ------------------------------------------------ | ---------------------- | ------- | ---- |
| 11 Ideal del Campeonato Ecuatoriano Serie B 2013 | Club Deportivo Azogues | Ecuador | 2013 |